# Calvin Mokoto
Calvin Gaebolae Mokoto (Taung, 14 ottobre 1988) è un canoista sudafricano.

## Biografia
Ha rappresentato il Sudafrica ai Giochi olimpici di Pechino 2008, concludendo al 18 posto in classifica nei concorsi del C1 1000 metri e C1 500 metri maschile, concludendo con l'eliminazione in semifinale in entrambe le competizioni.